# Alexandre Lezcano
Andrés Alexandre Lezcano Véliz (ur. 26 sierpnia 2001 w Golfito) – kostarykański piłkarz występujący na pozycji bramkarza, od 2024 roku zawodnik Santosu Guápiles.